# Grant Gustin
Thomas Grant Gustin (Norfolk, Virginia, 14 de enero de 1990), conocido simplemente como Grant Gustin, es un actor y cantante estadounidense, mayormente reconocido por interpretar a Sebastian Smythe en la serie Glee y a Barry Allen en The Flash.

## Primeros años
Durante su adolescencia, Gustin asistió a un colegio de artes llamado Governor's School for the Arts en Norfolk, Virginia. En 2008, se graduó en Granby High School y asistió a un programa de teatro en la universidad Elon University en Carolina del Norte.
Dejó el colegio para interpretar a Baby John en el Broadway Revival Tour de West Side Story desde el 30 de septiembre de 2010 hasta el 23 de septiembre de 2011.

## Carrera
El 8 de noviembre de 2011 debutó en la serie de televisión Glee. Apareció por primera vez en el episodio de la tercera temporada, "The First Time", como Sebástian Smythe, un atractivo gay de los Dalton Academy Warblers que no oculta su sexualidad. Intentará interponerse entre la relación de Kurt Hummel (Chris Colfer) y Blaine Anderson (Darren Criss).
Comenzó a filmar en Glee el 26 de septiembre de 2011 después de haber acabado West Side Story.
A finales de enero de 2012 apareció en CSI: Miami interpretando a unos gemelos, Scott Ferris y Trent Burton.
En 2013 fue elegido para interpretar a Barry Allen en la segunda temporada de Arrow. Más tarde pasaría a ser el protagonista del spin off The Flash.
Presta su voz para el personaje de Barry Allen en Vixen. En junio de 2015 fue confirmada su participación en Legends of Tomorrow como Barry Allen/Flash, que aparecerá de invitado en algunos episodios.
El 3 de febrero de 2016 se dio a conocer su participación en Supergirl.

## Vida personal
En enero de 2016, Gustin comenzó a salir con Andrea "LA" Thoma. Anunciaron su compromiso el 29 de abril de 2017. Se casaron el 15 de diciembre de 2018. El 11 de febrero de 2021, la pareja anunció que estaban esperando su primer hijo. Su hija,
Juniper Grace Louise, nació en agosto de 2021.

## Filmografía

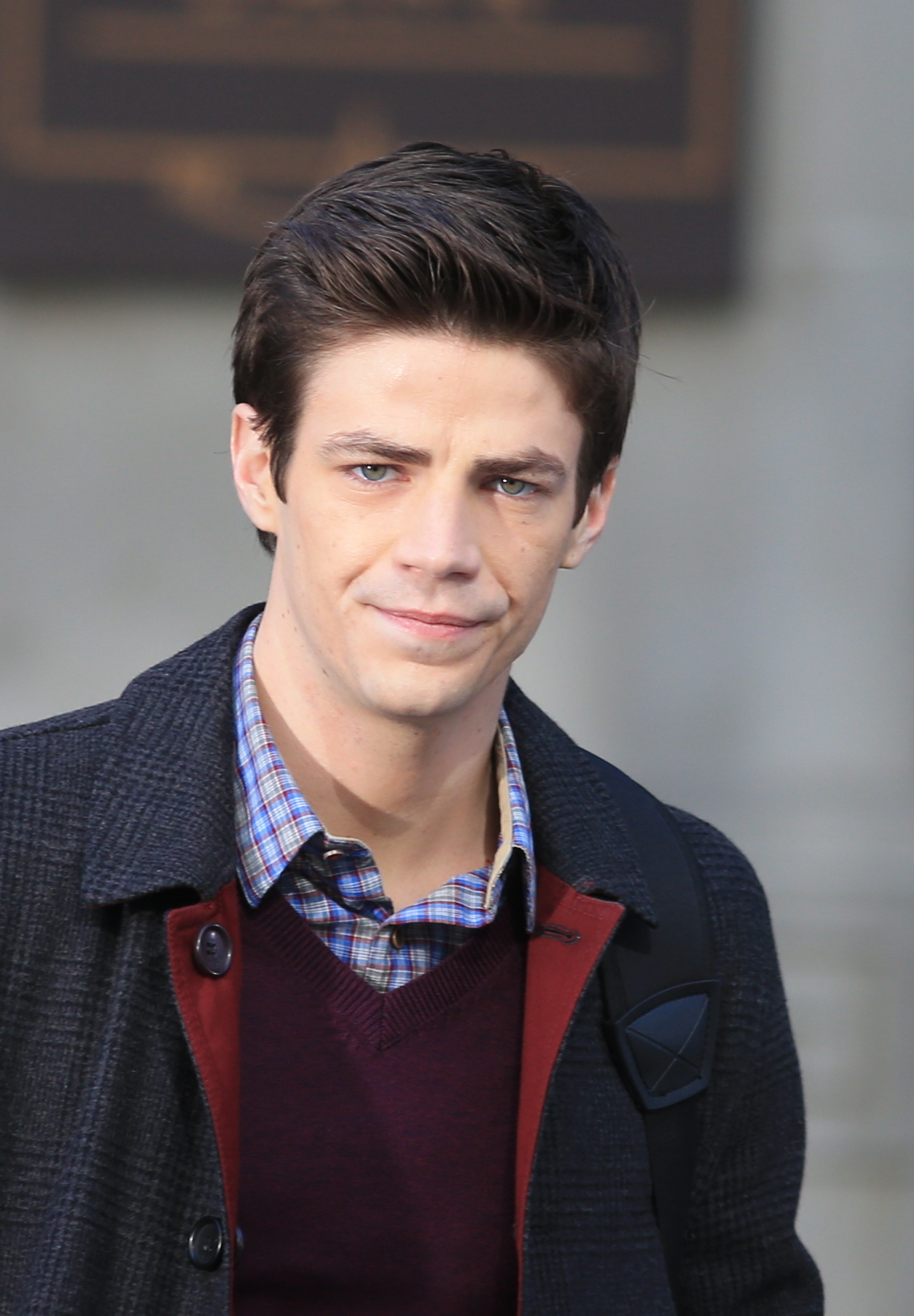
Grant Gustin en el set de The Flash.

### Cine
| Año  | Título                                      | Rol                 | Notas                             |
| ---- | ------------------------------------------- | ------------------- | --------------------------------- |
| 2003 | Kid Fitness Jungle Adventure Exercise Video | Club Fit kid        | Directo a DVD                     |
| 2012 | A Mother's Nightmare                        | Chris Stewart       | Película de televisión            |
| 2014 | Affluenza                                   | Todd Goodman        |                                   |
| 2015 | Club de lucha de superheroés                | Barry Allen / Flash | Corto                             |
| 2016 | Club de lucha de superhéroes 2.0            | Barry Allen / Flash | Corto                             |
| 2017 | Vixen: La película                          | Barry Allen / Flash | Voz                               |
| 2017 | Krystal                                     | Campbell Ogburn     |                                   |
| 2018 | Tom y Grant                                 | Grant               | Corto                             |
| 2022 | Rescued by Ruby                             | Daniel O'Neil       | Protagonista, película de Netflix |
| 2023 | Puppy Love                                  | Max Stevenson       | Protagonista                      |

### Televisión
| Año       | Título                   | Rol                         | Notas                                         |
| --------- | ------------------------ | --------------------------- | --------------------------------------------- |
| 2006      | A Haunting               | Novio de Stacey             | Episodio: «Hungry Ghosts»                     |
| 2011–2013 | Glee                     | Sebastian Smythe            | Recurrente (Temporada 3-5; 7 episodios)       |
| 2012      | CSI: Miami               | Scott Ferris / Trent Burton | Episodio: «Terminal Velocity»                 |
| 2012      | The Glee Project         | Él mismo                    | Episodio: «Theatricality»                     |
| 2013      | 90210                    | Campbell Price              | Recurrente (Temporada 5; 8 episodios)         |
| 2013–2020 | Arrow                    | Barry Allen / The Flash     | Recurrente (Temporada 2-8; 13 episodios)      |
| 2014–2023 | The Flash                | Barry Allen / The Flash     | Protagonista (182 episodios)                  |
| 2016–2019 | Supergirl                | Barry Allen / The Flash     | Recurrente (Temporada 1-5; 5 episodios)       |
| 2016–2020 | DC's Legends of Tomorrow | Barry Allen / The Flash     | Recurrente (Temporada 2-3 & 5; 4 episodios)   |
| 2019      | Batwoman                 | Barry Allen / The Flash     | Episodio: "Crisis on Infinite Earths, Part 2" |

### En línea
| Año       | Título                           | Rol                     | Notas            |
| --------- | -------------------------------- | ----------------------- | ---------------- |
| 2008      | NASA's Kids Science News Network | Él mismo                |                  |
| 2015–2016 | Vixen                            | Barry Allen / The Flash | Voz, 6 episodios |

### Teatro
| Año       | Título          | Rol       | Notas                 |
| --------- | --------------- | --------- | --------------------- |
| 2010–2011 | West Side Story | Baby John | Broadway Revival Tour |

## Discografía
| Título                                                 | Año  | Posiciones en Listas | Posiciones en Listas | Posiciones en Listas | Posiciones en Listas | Posiciones en Listas | Álbum                                            |
| Título                                                 | Año  | AUS                  | CAN                  | IRL                  | UK                   | US                   | Álbum                                            |
| ------------------------------------------------------ | ---- | -------------------- | -------------------- | -------------------- | -------------------- | -------------------- | ------------------------------------------------ |
| "Uptown Girl"                                          | 2011 | —                    | 93                   | —                    | 140                  | 68                   | Glee: The Music, Volume 7                        |
| "Bad"                                                  | 2012 | —                    | 90                   | —                    | 193                  | 80                   | Glee: The Music, The Complete Season Three       |
| "Smooth Criminal" with Naya Rivera (featuring 2Cellos) | 2012 | 59                   | 28                   | 46                   | 86                   | 26                   | Glee: The Music, The Complete Season Three       |
| "I Want You Back"                                      | 2012 | —                    | —                    | —                    | —                    | —                    | Glee: The Music, The Complete Season Three       |
| "Stand"                                                | 2012 | —                    | —                    | —                    | —                    | —                    | Glee: The Music, The Complete Season Three       |
| "Glad You Came"                                        | 2012 | —                    | 74                   | —                    | —                    | 90                   | Glee: The Music, The Complete Season Three       |
| "Live While We're Young"                               | 2012 | —                    | —                    | —                    | —                    | —                    | Glee: The Music, Season 4, Volume 1              |
| "Super Friend" with Melissa Benoist                    | 2017 | —                    | —                    | —                    | —                    | —                    | The Flash – Music from the Special Episode: Duet |
| "Runnin’ Home to You"                                  | 2017 | —                    | —                    | —                    | —                    | —                    | The Flash – Music from the Special Episode: Duet |
| "—" denotes a release that did not chart.              |      |                      |                      |                      |                      |                      |                                                  |

## Premios y nominaciones
| Año  | Premiación                   | Nominado por | Categoría                                                    | Resultado | Ref.   |
| ---- | ---------------------------- | ------------ | ------------------------------------------------------------ | --------- | ------ |
| 2015 | Kids' Choice Awards          | The Flash    | Actor de televisión favorito                                 | Nominado  | [ 23 ] |
| 2015 | Saturn Awards                | The Flash    | Estrella revelación                                          | Ganador   | [ 24 ] |
| 2015 | Saturn Awards                | The Flash    | Mejor actor de televisión                                    | Nominado  | [ 24 ] |
| 2015 | Teen Choice Awards           | The Flash    | Estrella de televisión revelación                            | Ganador   | [ 25 ] |
| 2015 | Teen Choice Awards           | The Flash    | Mejor química en televisión (compartido con Candice Patton)  | Nominado  | [ 25 ] |
| 2015 | Teen Choice Awards           | The Flash    | Mejor beso en televisión (compartido con Candice Patton)     | Nominado  | [ 25 ] |
| 2016 | Kids' Choice Awards          | The Flash    | Actor de televisión favorito en un programa familiar         | Nominado  | [ 26 ] |
| 2016 | Teen Choice Awards           | The Flash    | Mejor actor de televisión de fantasía/ciencia ficción        | Ganador   | [ 27 ] |
| 2016 | Teen Choice Awards           | The Flash    | Mejor química en televisión (compartido con Candice Patton)  | Nominado  | [ 27 ] |
| 2016 | Teen Choice Awards           | The Flash    | Mejor beso en televisión (compartido con Candice Patton)     | Nominado  | [ 27 ] |
| 2016 | Saturn Awards                | The Flash    | Mejor actor de televisión                                    | Nominado  | [ 28 ] |
| 2017 | Teen Choice Awards           | The Flash    | Mejor actor de televisión de acción                          | Ganador   | [ 29 ] |
| 2017 | Teen Choice Awards           | The Flash    | Mejor villano de televisión                                  | Nominado  | [ 29 ] |
| 2017 | MTV Movie & TV Awards        | The Flash    | Mejor héroe                                                  | Nominado  | [ 30 ] |
| 2018 | Kids' Choice Awards          | The Flash    | Actor de televisión favorito                                 | Nominado  | [ 31 ] |
| 2018 | MTV Movie & TV Awards        | The Flash    | Mejor héroe                                                  | Nominado  | [ 32 ] |
| 2018 | Teen Choice Awards           | The Flash    | Mejor actor de televisión de acción                          | Ganador   | [ 33 ] |
| 2018 | Teen Choice Awards           | The Flash    | Mejor relación de televisión (compartido con Candice Patton) | Nominado  | [ 33 ] |
| 2019 | Kids' Choice Awards          | The Flash    | Estrella masculina de televisión favorita                    | Nominado  | [ 34 ] |
| 2019 | Saturn Awards                | The Flash    | Mejor actor de televisión                                    | Nominado  | [ 35 ] |
| 2019 | Teen Choice Awards           | The Flash    | Mejor actor de televisión de acción                          | Nominado  | [ 36 ] |
| 2021 | Critics' Choice Super Awards | The Flash    | Mejor actor en una serie de superhéroes                      | Nominado  | [ 37 ] |
| 2021 | Saturn Awards                | The Flash    | Mejor actor de televisión                                    | Nominado  | [ 38 ] |